# Twen (Zeitschrift)
twen war eine Zeitschrift für junge Erwachsene, die von 1959 bis 1971 in der Bundesrepublik Deutschland erschien.

## Geschichte
Die Zeitschrift wurde von Adolf Theobald, Stefan Wolf, dem Journalisten und Schriftsteller Rolf Palm und dem Grafiker Willy Fleckhaus gegründet und zunächst verlegt. Druck und Auslieferung erfolgte durch M. DuMont Schauberg. Ab 1960 erschien die Zeitschrift zweimonatlich, ab Mai 1961 dann monatlich.
Ab Oktober 1960 erschien twen im Verlag Theodor Martens & Co., München, bei der auch die Illustrierte Quick herauskam. Mitte 1966 erfolgte der Verkauf an den Heinrich Bauer Verlag, der die Zeitschrift jedoch unverzüglich an Kindler & Schiermeyer (Verlagsgruppe Axel Springer) weiter veräußerte. Im Juni 1968 ging das Blatt nach dem Bericht der Günther-Kommission an den Stuttgarter Drucker und Verleger Hans Weitpert und im April 1969 schließlich an Gruner + Jahr. Im Sommer 1961 hatte die Zeitschrift bereits eine Auflage von 110 000 Exemplaren, die Auflage stieg auf bis zu 250 000 Exemplare monatlich. Trotz der hohen Auflagen war es aber offensichtlich schwierig für die Verlage, mit twen richtig Geld zu verdienen: So hatte twen Jahresende 1970 bei einer Auflage von 242.500 1,5 Mio. DM Jahresverlust angehäuft und sollte eingestellt werden, was dann erst mit der Mainummer 1971 geschah (die bereits gedruckte Juni-Ausgabe wurde nicht mehr ausgeliefert). Zwischen 1959 und 1971 erschienen 129 Ausgaben, von denen Fleckhaus 124 gestaltet hat. Mit der letzten Ausgabe des Jahres 1970 musste Fleckhaus seine Arbeit bei twen einstellen; vor allem Henri Nannen hatte seine Ablösung betrieben, seit twen im selben Verlag (Gruner + Jahr) wie Stern erschien. Für Nannen war die Aufmachung der Zeitschrift „ästhetisierender Graphismus“ und „unverpflichtende modische Kunsttümelei“.
Spätere Versuche, der eingestellten Zeitschrift neues Leben einzuhauchen und mit veränderter, kleinerer Mannschaft (Rainer B. Jogschies, Michael O. R. Kröher, Helge Timmerberg) und neuen Konzepten an die früheren Erfolge anzuknüpfen, scheiterten. 1980–1981 erschienen zehn Nummern, verlegt von Karl-Rudolf Engelke, Hartmut Schulze und Beat Nägeli. Ein zweiter Relaunchversuch im Jahre 1982 – durch den Verlagskaufmann Georg Fuss, gemeinsam mit Thomas Teves, Millionenerbe von Alfred Teves, und dem FDP-Politiker Jürgen Möllemann – blieb ebenfalls erfolglos.

## Name der Zeitschrift
Offensichtlich fragten die Gründer der Zeitschrift wegen der Verwendung des 1959 noch relativ neuen Scheinanglizismus Twen bei dem Textilunternehmer Theo Wormland an, der für sie wegen seiner speziellen Modelinie für junge Männer, die er als „Mode für den Twen“ bewarb, als Schöpfer des Begriffs galt.

## Beschreibung
Optisch war die Zeitschrift geprägt durch aufwändige Fotostrecken und das einprägsame Layout von Willy Fleckhaus, das wesentlich zum Erfolg der Zeitschrift beitrug. Fleckhaus gestaltete die ersten 124 der insgesamt 129 erschienenen Ausgaben der Zeitschrift. Das Heft hatte den „hohen Ehrgeiz, in Bild, Typographie und Layout ähnlich stilbildend zu wirken, wie Ende des 19. Jahrhunderts die Münchner Zeitschrift Jugend.“ Der bei München lebende Amerikaner Will McBride war der am häufigsten vertretene Fotograf der Zeitschrift. Mit 30 Fotoessays in den 129 Ausgaben der Zeitschrift war er prägend für die Zeitschrift, verdankte ihr aber auch umgekehrt einen Großteil seines beruflichen Erfolgs. Das in twen veröffentlichte Porträt seiner schwangeren Frau Barbara im Profil im eng anliegenden Pulli und einer aufgeknöpften Jeans löste 1960 einen Skandal aus, auch die Geburt seines Sohnes fand fotografisch in der Zeitschrift statt.
Inhaltlich ging es vor allem um Lifestyle-Themen wie Mode, Musik und Urlaub und um Sexualität und Partnerschaft, aber auch um kulturelle Fragen. Film-, Buch- und Schallplattenkritiken hatten von Anfang an einen festen Platz im Heft. In twen erschienen bereits in den frühen 60er Jahren Artikel, die sich für eine Enttabuisierung von vorehelichem Sex sowie von Homosexualität aussprachen. Die Zeitschrift spielte insofern in der damaligen Bundesrepublik so etwas wie eine Vorreiterrolle für die „sexuelle Revolution“.

Auch mit politischen Themen wie der von der Mehrheit der Westdeutschen verdrängten NS-Vergangenheit oder der Studentenbewegung beschäftigten sich twen-Autoren regelmäßig. Es gab dabei eine linksliberale Grundtendenz und auch Überschneidungen mit dem Autorenmilieu von konkret und pardon. twen kann von daher auch zum publizistischen Umfeld der APO (Außerparlamentarische Opposition) und später der „68er-Bewegung“ im weiteren Sinne gezählt werden:

„Es waren zwei CDU-Mitglieder, der Grafiker Willy Fleckhaus und der Journalist Adolf Theobald, die vor 60 Jahren Twen entwarfen und damit einläuteten, was heute von Prof. Dr. Joseph Ratzinger als Werk der „Revolution von 1968“ verteufelt wird.“

Konzipiert war das Heft entsprechend dem Titel für die Generation der Zwanzigjährigen, und wie die Studentenbewegung galt es als „peppig und provokativ.“ Für das Frauenbild der Zeit wurden die Fotos von Will McBride prägend. Er schuf keine Glamourbilder, seine Frauen sahen aus wie die Studentinnen im Hörsaal oder er inszenierte sie als Außenseiterinnen. Dabei verwendete er extreme Perspektiven und schuf vielfach nachgeahmte Ikonografien. Zum bekanntesten twen-Model dieser Zeit wurde Uschi Obermaier.
twen habe mit „Idealen“ gehandelt, „nicht mit Idolen“, sagte Theobald im Rückblick über sein Blatt. Der Spiegel zitierte bereits 1961 ein vom damaligen Familienminister Wuermeling bei Dr. Konrad Friesicke, einem Beamten des Bundespresseamtes, in Auftrag gegebenes Gutachten. Darin wurde twen – offensichtlich entgegen den Erwartungen des konservativen Ministers – gelobt, sie sei „frappierend neuartig..... perfektioniert lesbar gemacht“. Neben dem Sprachstil („kurzgefaßt, spritzig, persönlich, gelegentlich auch ironisch“) lobe der Gutachter auch die graphische Aufmachung, die „vielerlei graphischen und typographischen Einfälle, das Großzügige der Raumverteilung, die originelle Verwendung schwarzen Grundtons, die ansprechende Lösung jeder Doppelseite“ und komme zu dem Fazit, dass „die Aufmachung von ‚twen‘ … bahnbrechend auf dem Jugendpressemarkt gewirkt“ habe, so dass etwa 20 vor allem für Jugendliche gemachten Zeitschriften die Art der Aufmachung zumindest in Teilen übernommen hätten. Der Gutachter bescheinige der Zeitschrift eine „ethische Grundhaltung“ und wundere sich, dass twen und nicht Bravo oder konkret als „jugendverderbend“ angeprangert würden.

## Schallplattenedition
Bemerkens- und erinnernswert ist die Schallplattenserie, die twen zusammen mit Philips, Liberty Records, Electrola, Teldec u. a. herausgegeben hat. Für die auffällige, avantgardistische und bis heute überzeugende Cover-Gestaltung konnten so renommierte Grafiker wie Max Bill, Günther Kieser und Heinz Edelmann gewonnen werden. Nicht zuletzt wegen der Cover sind viele Ausgaben der Serie zu begehrten (und häufig teuren) Sammelobjekten geworden.
- 00 - Jazz und Lyrik, Gert Westphal, Sprecher; Musik von Dave Brubeck und J. J. Johnson, Gedichte von Gottfried Benn, 1960, Philips B 47059 L (außerhalb der nummerierten Reihe erschienen)

- 01 - Ellington – Tschaikowsky: Nußknackersuite, Philips B 47048 l - 04.1961
- 02 - Brecht – Weill: Mahagonny (u. a. mit Lotte Lenya), G 03579 L - 09.1962, Cover-Text: Hans Magnus Enzensberger
- 03 - Ray Bryant: Madison, B 47139 L - 06.1961
- 04 - Leonard Bernstein: Spaß mit Musik, G 03 580 L - 07.1961
- 05 - Max Roach: We Insist! Freedom Now Suite, P 08636 - 01.1962
- 06 - Jacques Brel: Chansons, P 77380 - 02.1962
- 07 - Miles persönlich, B 47164 L - 03.1962
- 08 - Benny Goodman und Woody Herman spielen Mozart, Milhaud und Strawinsky, G 03621 L - 04.1962
- 09 - Swing: Big Bands der 30er Jahre (u. a. mit Goodman/Henderson/Ellington/Basie/Krupa), B 47163 - 05.1962
- 10 - Lyrik und Jazz: Halleluja im Niemandsland (Sprecher: Gert Westphal, Musik von Max Roach, Donald Byrd, Art Blakey, Miles Davis, Horace Silver, Gedichte von Hans Magnus Enzensberger), B 47161 L - 06.1962
- 11 - American Folk Blues Festival, B 681555 L - 10.1962, Cover: Max Bill
- 12 - Alfred Andersch: Der Tod des James Dean, B 47172 L; Musik: Miles Davis - 11.1962
- 13 - The Staple Singers: Spirituals, B 503513 L - 12.1962, Cover: Josef Albers
- 14 - Maurice André u. Jean-Pierre Rampal: Mit Flöten und Trompeten, G 03495 L - 01.1963
- 15 - Klaus Doldinger: Jazz – Made in Germany, P 48024 L - 03.1963
- 16 - Carlos Montoya: flamenco guitar, B 632078 L - 04.1963
- 17 - Brasilien – Jazz und Poesie. So begann Bossa Nova, B 08489 L - 05.1963
- 18 - Raritäten – Antiquitäten, B 08489 L - 06.1963, Cover: Max Bill
- 19 - Lyrik und Jazz (Sprecher: Gert Westphal, Gedichte von Peter Rühmkorf, Musik von Johnny Griffin), B 681556 L - 08.1963
- 20 - Yves Montand: Chansons, B 77912 L - 09.1963
- 21 - In Memoriam Oscar Pettiford, B 08657 L - 10.1963
- 22 - Songs der Welt: Esther und Abraham Ofarim, B 48051 L - 11.1963, zwei Cover-Varianten
- 23 - Antonio Vivaldi. Alter Meister – neuer Klang (Kammerorchester d'Antoine Duhamel), G 03491 L - 12.1963
- 24 - Juliette Gréco: Chansons, B 77981 L - 01.1964
- 25 - Die Thelonious-Monk-Story, P 14701 L - 02.1964
- 26 - Zwei Gitarren klassisch abseits (Stücke von Scarlatti, Bach, Marella, Debussy, Petit, Granados, Poulenc, Albeniz), B 00570 L - 03.1964
- 27 - New Orleans neu, B 14702 L - 04.1964, Cover: Günther Kieser
- 28 - Viva Mexico (Miguel Dias and his Mariachis), 145061 BL - 05.1964, Cover: Heinz Edelmann
- 29 - Folkblues: Jimmy Reed, P 14710 L - 06.1964, Cover: John Gundelfinger
- 30 - Heinrich Heine – Lyrik und Jazz (Sprecher: Gert Westphal, Musik: Attila Zoller, gt; Emil Mangelsdorff, as, cl, fl; Peter Trunk, b; Klaus Weiss, dr), 840479 PY - 08.1964, zwei Cover-Varianten
- 31 - New York Sweet (Phil Moore und sein Orchester), P 48110 L - 09.1964
- 32 - Georges Brassens: Chansons, B 77815 L - 10.1964
- 33 - Henze – Cembalo modern + Jazz (Hans Werner Henze u. George Gruntz), P 48111 L - 11.1964
- 34 - Igor Strawinski: Die Geschichte vom Soldaten (Igor-Markewitsch-Septett), 837 040 GY - 12.1964
- 35 - Die Jazz-Szene 65 (u. a. mit Mingus, Dolphy, Scott, Tyner, Coltrane, Webster, Terry, Gibbs, Hawkins, Basie, Manne, Ellington), 843 503 BY - 01.1965
- 36 - Trompeten aus drei Jahrhunderten (Stücke von Clarke, Purcell, Albinoni, Corelli), 836 801 BY - 2.1965
- 37 - Lester Flatt & Earl Scruggs: Western nach Noten, P 14 727 L - 03.1965
- 38 - Hedwig-Courths-Mahler-Report (Sprecher: Ida Ehre, Gudrun Thielemann, Günther Schramm, Christian Ferber), 843 722 PY - 04.1965
- 39 - Vier Celli + Jazz (Bill Le Sage u. a.), 840 643 BY - 05.1965
- 40 - Los Incas, 842 101 PY - 06.1965
- 41 - Doldinger in Südamerika, 843 728 PY - 07.1965
- 42 - Wolf Biermann (Ost) zu Gast bei Wolfgang Neuss (West), 843 742 PY - 09.1965
- 43 - Griechische Gitarren mit Nana Mouskouri, 843 552 BY - 10.1965
- 44 - Joan Baez: Songs, 843 759 PY - 11.1965
- 45 - Romeo und Julia von Serge Prokofieff, 837 874 GY - 12.1965
- 46 - Festival Flamenco Gitano (La Singla, Toni El Pelao), 843 770 PY - 01.1966
- 47 - Rafael Puyana: Cembalo Barock (Stücke von Telemann und Scarlatti), G 837 880 - 02.1966
- 48 - From twen with Love: Ingfried Hoffmann (mit Volker Kriegel, Pierre Cavalli, Peter Trunk und Rafi Lüderitz), 843 779 PY - 04.1966
- 49 - Bartók: Der wunderbare Mandarin und Divertimento (BBC-Symphonie-Orchester), 837 882 GY - 05.1966
- 50 - Swing, Waltz, Swing: Carl Drewo und die Clark-Boland Big Band, 840 246 PY (Cover: Heinz Edelmann) - 06.1966
- 5l - George Hamilton singt, 843 516 BY - 07.1966
- 52 - Ian & Sylvia, 845 907 PY - 08.1966
- 53 - Carl Orff: Catulli Carmina (Sonja Hocevar, Sopran; Dusan Cvejic, Tenor; Chor und Schlagzeuggruppe von Radio Belgrad u. a.), 837 085 GY - 09.1966
- 54 - Sarah Vaughan singt, 134 020 PY (Cover-Text: Siegfried Schmidt-Joos) - 10.1966
- 55 - Don Paulin: Lieder dieser Welt (Arrangements und musikalische Leitung: Klaus Doldinger), 843 922 PY - 11.1966
- 56 - Beat und Prosa: Hubert Fichte im Star-Club (Hamburg, 2. Oktober 1966), 843 933 PY - 12.1966
- 57 - Chopin (gespielt von Adam Harasiewicz), 837 088 PY - 01.1967
- 58 - Dusko Goykovich: Swinging Macedonia, 843 942 PY - 02.1967
- 59 - Classics à la Pop by Peter Thomas, 843 951 PY - 03.1967
- 60 - Ich, Hana Hegerová: Chansons, 843 955 PY - 04.1967
- 61 - Doldinger goes on, 843 966 PY - 05.1967
- 62 - Jack’s Angels Songs, 843 956 PY - 06.1967
- 63 - Barbara singt Barbara (Zum ersten Mal in deutscher Sprache), 842 151 PY - 08.1967
- 64 - B. B. King: Blues is King, 843 521 BY (Cover-Text: Siegfried Schmidt-Joos) - 09.1967
- 65 - Cathy Berberian: Beatles Arias for Special Fans, 885 524 PY (Cover-Text: Siegfried Schmidt-Joos) - 10.1967
- 66 - Wir laufen Ski mit Toni Sailer, 843 999 PY - 11.1967
- 67 - Judy Garland: Live at the Palace (New York), 843 522 BY - 02.1968
- 68 - Larry Coryell: Free Spirits, 843 526 BY (Cover-Text: Siegfried Schmidt-Joos) - 05.1968
- 69 - Peter Covent: Happening in Music, H 72 CU 203 a - 07.1968
- 70 - twen presents, H 72 CU 203 b; Sampler aus 14 Philips-twen-LPs; mit Text „From twen with Love“ von Werner Burkhardt und Cover-Abbildungen; „7 Jahre Philips-twen-Serie: 500 000 Schallplatten“ – 07.1968
- 71 - The best from the far west: Bonanza and other country & western-hits, Merc. 134 089 BY (Cover-Text: Werner Burkhardt) - 11.1968
- 72 - Neues von Bach junior: Jean Guillou entdeckt verschollene Orgelwerke des Bach-Sohnes Carl Philipp Emanuel, Philips 837482 GY (Cover-Text: Manfred Sack) - 12.1968

twen-Platten (außerhalb der Serie)
- (73) - Canned Heat: Hallelujah, Liberty LBS 83239 I - 1969
- (74) - José Feliciano: Light My Fire, RCA LSP 10239 - 1969
- (75) - Katja Ebstein: Katja, Liberty LBS 83239 I - 1969
- (76) – The Aquarius Selection: Top Hair (The Greatest Hits From America’s First Tribal Love Rock Musical), maritim 47020 FU - 1969
- (77) - Anweisungen für Partisanen – Hannes Messemer spricht Mao (Gedichte, Interviews, Reden, Originalmusiken aus der Volksrepublik China), electrola C 051 28696 I - 1969
- (78) - Ravi Shankar live at the Woodstock Festival, Liberty LBS 83312 l (Cover-Text: Rüdiger Dilloo) - 1969
- (79) - Wie die Alten singen. Die große Pop-Show unserer Star-Politiker (u. a. mit Franz Josef Strauß, Kai-Uwe von Hassel, Ludwig Erhard, Rainer Barzel, Heinrich Lübke, Kurt Georg Kiesinger; Idee und Gestaltung: Volker Kühn), bellaphon–Panoptikum BP 003 - 1969
- (80) - Iron Butterfly: Ball, ATCO SD 33-280 - 1969
- (81) – twen und Goethe-Institut präsentieren Doldinger The Ambassador, 2 LPs; Liberty LBS 83317/18 - 1969
- (82) - Off Hallucinations (u. a. mit MC 5, The Holy Modal Rounders, Rhinozeros, The Doors), Metronome KMLP 310 (mit großem, vielfach ausfaltbarem Plakat) - 1969
- (83) - James Brown Live at the Apollo, 2 LPs, Polydor 184.209/210 (mit twen-Einlageblatt) - 1969
- (84) - Muddy Waters: Fathers and Sons, 2 LPs, Chess 275025/026 - 1969 (1972 in einer Nachpressung erschienen)
- (85) - The Best of Creedence Clearwater Revival, bellaphon AM 3307 - 1970
- (86) - Ilan und Ilanit, ariola 80215 IT - 1970
- (87) - Neil Young: After the Goldrush, Teldec RS 6383 D - 1970
- (88) - Creedence Clearwater Revival: Cosmo’s Factory, bellaphon-Fantasy-Galaxy BLPS 19005 - 1970
- (89) - Woodstock – from the original soundtrack and more (u. a. mit Baez, Canned Heat, Cocker, Country Joe, Guthrie, Hendrix, Santana, Ten Years After), 3 LPs, Atlantic/Cotillion SD 3-500 - 1970
- (90) - Michel Polnareff: Million Sellers, Metronome MLP 15357 - 1970
- (91) - The Doors: Morrison Hotel, Elektra EKS 75007 - 1970
- (92) - Franz-Josef Degenhardt. Porträt, 2 LPs in Kassette, Polydor 2638009 - 1971
- (93) - Ike & Tina Turner: Workin' Together, Liberty LBS 834551 - 1971
- (94) - The Faces: Long Player, Warner Brothers WS 3011 - 03.1971
- (95) - Starportrait Hank Williams, 2 LPs, MGM 2619003 (Booklet) - 04.1971
- (96) - The First Family of New Rock (u. a. mit Buckley, Sebastian, Guthrie, Mitchel, White, Morrison, Taylor, Young, Collins, Crosby, Paxton), 2 LPs, Atlantic 69 200 - 05.1971
- (97) - Starportrait Jimi Hendrix – Jimi Hendrix Experience, 2 LPs, Polydor 2672 (großformatiges 8-seitiges „Booklet“, Text: Werner Burkhardt) - 1971
- (98) - The Everly Brothers: Original Greatest Hits, 2 LPs, CBS S 66255 (twen-Aufkleber) - 1971
- (99) - Electric Blues (u. a. mit Hooker, Walter, Williamson, Mabon, Waters, Slim, Howlin’ Wolf), 3 LPs in einer Filmdose, Chess Records 109 597, 109 598 und 109 599 (Text, deutsch und englisch: Hans Herder) - 1971
- (100) - twen präsentiert The German All Stars Live at the domicile Munich, 2 LPs, CBS S 66217 - 1971
- (101) - The Doors: The Soft Parade, Elektra 42079 (versteckter twen-Aufdruck) - 1969 (1971)
- (102) - The Rolling Stones: Sticky Fingers, COC 59100 (Foto/Text-Beilage mit dem twen-Logo; Cover mit Reißverschluss) - 1971

## Bücher
- Steiler Zahn und Zickendraht. Das Wörterbuch der Teenager- und Twensprache. Schmiden 1960.
- Wolfram Huncke (Hrsg.): twen-Witze, 1. Ullstein 1969.
- Bilder – Wie twen-Leser fotografieren. Art Director: Willy Fleckhaus. Kodak 1970.
- Wolfram Huncke (Hrsg.): twen-Witze, 2. Ullstein 1971.

## Sekundärliteratur
- Rolv Heuer: twen oder mach mich glücklich. (Reihe „Deutschland deine Presse“). In: Konkret. 4/1967, S. 25–29.
- Klaus Schulz: twen – erstaunlich menschenähnlich. (Reihe „Zeit und Zeitung“). In: Der Monat. 247/1969, S. 100–105.
- Michael Koetzle (Hrsg.): Die Zeitschrift twen – Revision einer Legende. Klinkhardt 1995.
- Detlef Siegfried: This time is on my side. Konsum und Politik in der westdeutschen Jugendkultur der 60er Jahre. Wallstein, Göttingen 2006, ISBN 3-8353-0073-3, S. 281–318 und S. 521–540.
- Jens Müller: A5/02: Philips-Twen – Der tonangebende Realismus/Realism is the Score. Lars Müller Publishers, Baden 2009, ISBN                                       978-3-03778-180-7.
- Michael Koetzle, Carsten Wolff: Fleckhaus – Design, Revolte, Regenbogen. (Deutsch/Englisch) Hartmann Books, Stuttgart, 2017, ISBN 978-3-96070-012-8.

## Film
- Twen – Fotos, Mode, Jazz und Sex, 45 Min., Dokumentarfilm von Hans-Jörg Weyhmüller, SDR 1993